# Silis acutispina
Silis acutispina es una especie de coleóptero de la familia Cantharidae.

## Distribución geográfica
Habita en la República Dominicana.